# Tathiana Garbin
Tathiana Garbin (Mestre, 1977. június 30. –) olasz teniszezőnő. Tíz egyéni és hat páros ITF-tornát nyert meg. Legjobb egyéni világranglista-helyezése huszonkettedik volt, ezt 2007 májusában érte el.

## Eredményei Grand Slam-tornákon

### Egyéniben
| Torna           | 2009   | 2008   | 2007   | 2006   | 2005   | 2004   | 2003   | 2002   | 2001   | 2000   | 1999   |
| --------------- | ------ | ------ | ------ | ------ | ------ | ------ | ------ | ------ | ------ | ------ | ------ |
| Australian Open | 3. kör | 2. kör | 3. kör | 1. kör | 2. kör | 1. kör | 2. kör | 2. kör | 1. kör | 1. kör | 1. kör |
| Roland Garros   |        | 1. kör | 4. kör | 3. kör | 2. kör | 3. kör | 2. kör | 2. kör | 2. kör | 3. kör | -      |
| Wimbledon       |        | 1. kör | 2. kör | 2. kör | 1. kör | 1. kör | 1. kör | 1. kör | 1. kör | 1. kör | -      |
| US Open         |        | 3. kör | 1. kör | 2. kör | 1. kör | 2. kör | 2. kör | 1. kör | -      | 3. kör | -      |

## Év végi világranglista-helyezései
| Év       | 1994 | 1995 | 1996 | 1997 | 1998 | 1999 | 2000 | 2001 | 2002 | 2003 | 2004 | 2005 | 2006 | 2007 | 2008 |
| Helyezés | 926. | 709. | 543. | 206. | 152. | 117. | 40.  | 90.  | 72.  | 84.  | 58.  | 86.  | 40.  | 36.  | 57.  |